# André Hogommat
 (décembre 2023).
Si vous disposez d'ouvrages ou d'articles de référence ou si vous connaissez des sites web de qualité traitant du thème abordé ici, merci de compléter l'article en donnant les références utiles à sa vérifiabilité et en les liant à la section « Notes et références ».

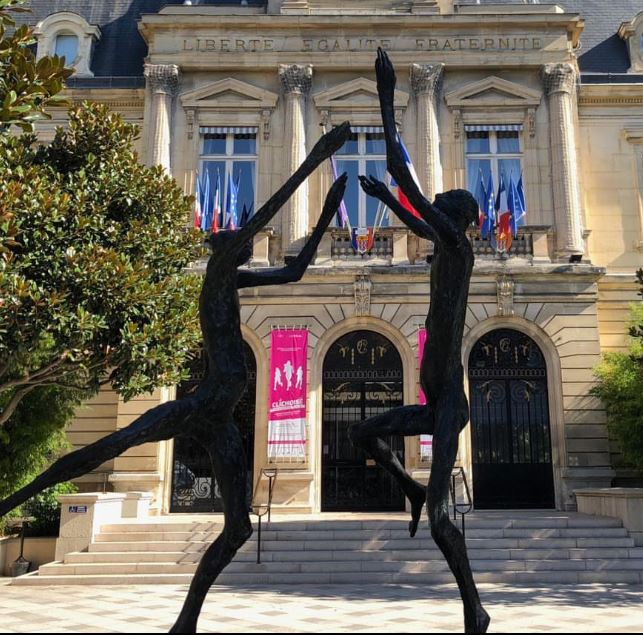
Les danseurs Crée en 1992 - Place de l'hotel de ville, Clichy (2018)

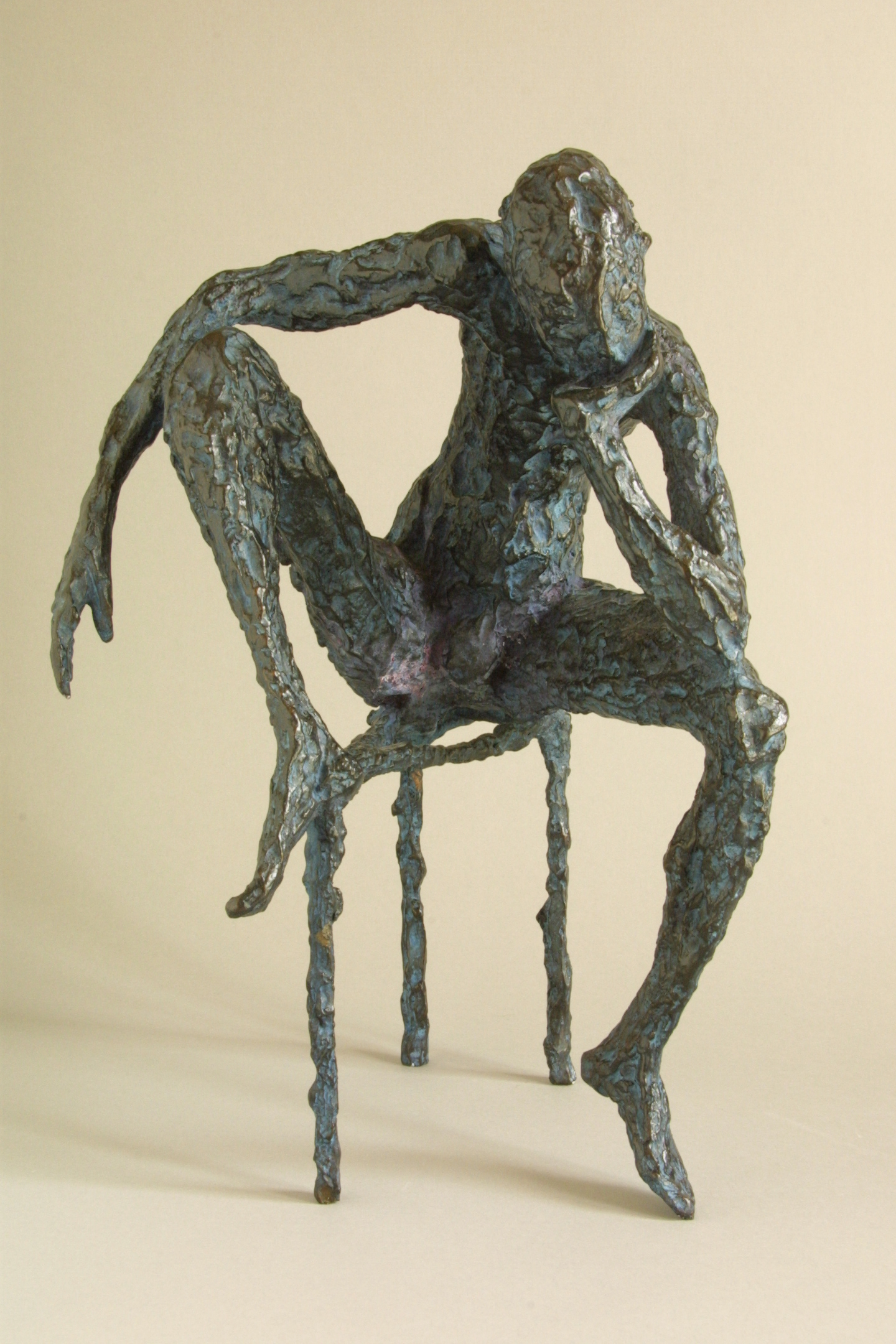
L'homme qui pense. Crée en 1960 - Centre National des Arts Plastiques (1980)

André Hogommat  est un sculpteur français.

## Biographie

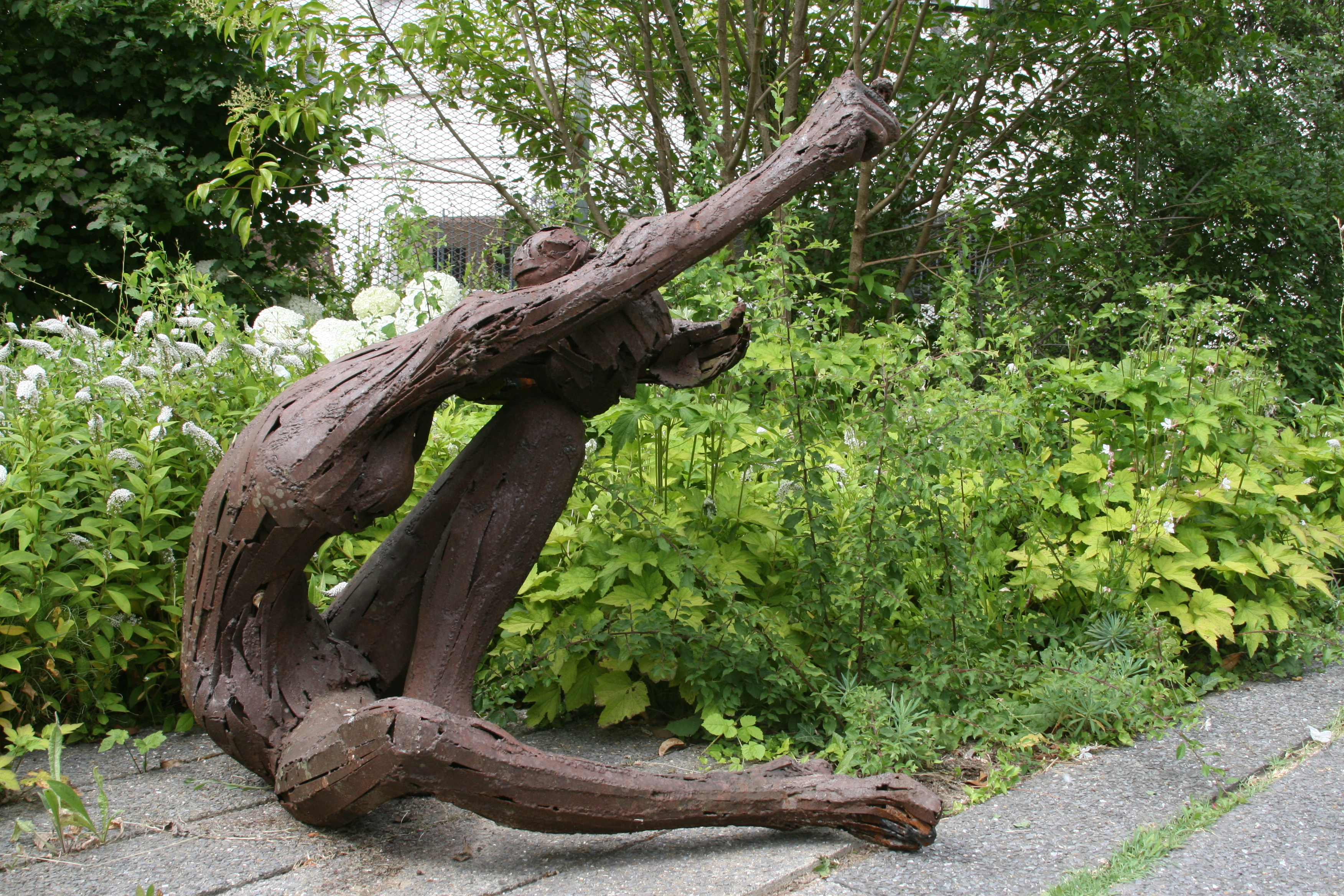
Le Poing. Crée en 1975 - Exposition Pavillon Vendôme, Clichy (2018)

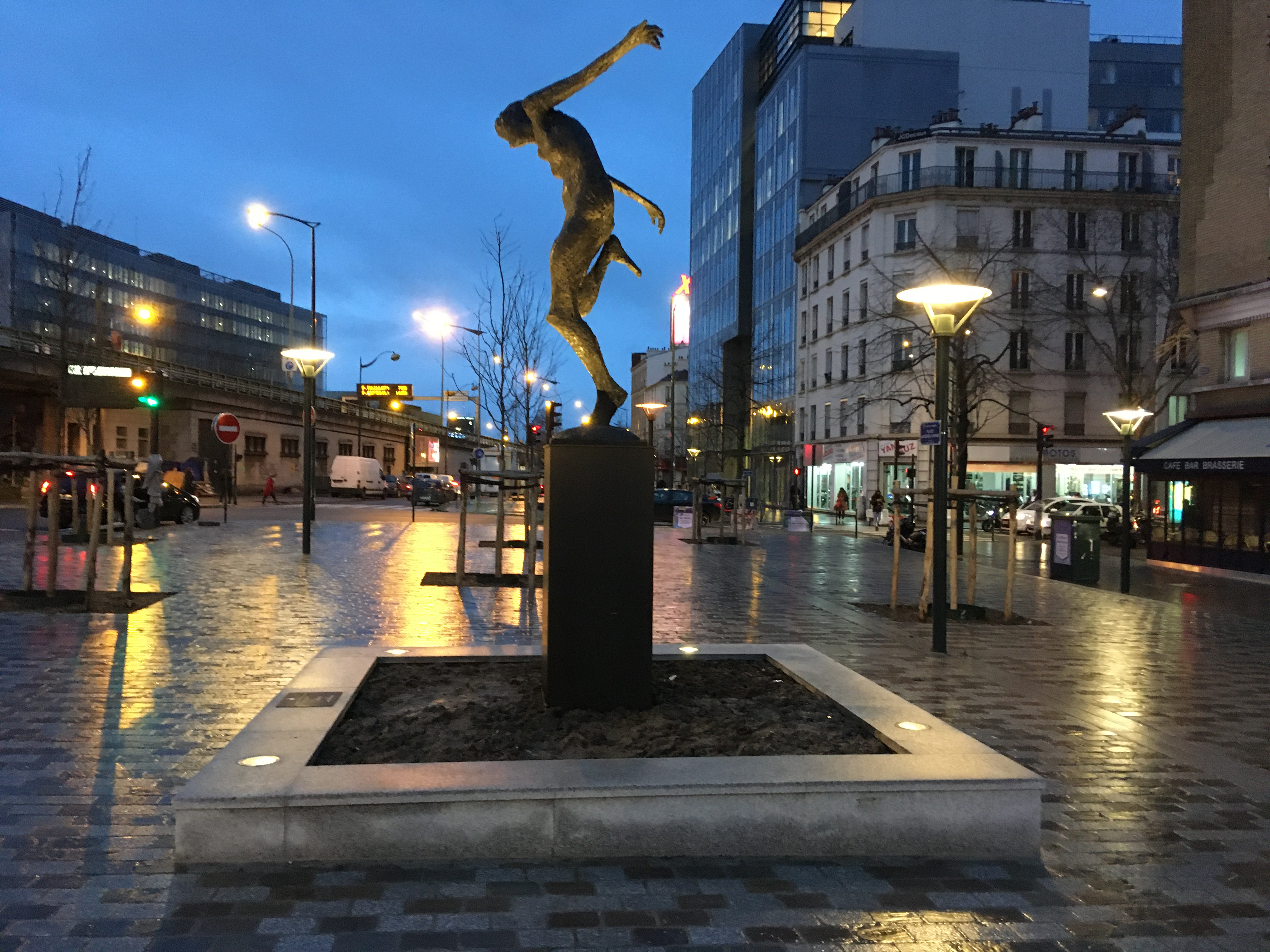
L'Equilibre. Crée en 2000 - Place Jacques Chirac, Clichy (2019)

André Hogommat naît à Nantes le 15 octobre 1925. À partir de 1945, il fréquente l’École des Beaux-arts de sa ville et obtient en 1948 une bourse d’étude pour poursuivre ses études à Paris.
En opposition avec l’œuvre de son aîné Alberto Giacometti (1901-1966) , André Hogommat « libère la forme sculptée des contraintes sociétales ».
À Paris en 1948, il étudie à l'école supérieur des Beaux-arts de Paris dans l'atelier du sculpteur Marcel Gimond(1894-1961), quai Malaquais de 1948 à 1953. Première rencontre avec  Germaine Richier (1902-1959), avec César Baldaccini (1921-1998), avec Jean Muhlethaler (1928- 2022).
En 1953, la fonderie d’art Susse lui décerne son prix.
En 1968, il est nommé enseignant d’art plastique UPA 2 (Unité pédagogique d’architecture) à l’Ecole Supérieure des Beaux-arts de Paris (1968-1971).
En 1960, le Centre national des arts plastiques (CNAP) lui achète un buste en bronze "Bubu".
De 1972 à 1992, il est professeur d'art plastique à l'école supérieur des beaux arts de Nîmes.
Il reçoit en 1974 le prix Despiau avec le buste du peintre Jean Pierre Formica exposé au musée de Mont-de-Marsan.
En 1974, il crée, avec Bernard Perrin, une œuvre monumentale, une fontaine en forme de rose aux feuilles de cuivre, de 6,5 m de haut et d’un poids de 3,5 tonnes, la Rose des sables, installée place du Ralliement à Angers,
En 1975, création de L’envol à Sainte Geneviève des Bois, oeuvre monumentale en collaboration avec Bernard Perrin.
En 1980, le Centre national des arts plastiques Centre national des arts plastiques (CNAP) lui achète le bronze "L'homme qui pense".
Il reçoit en 1995 le prix Évariste-Jonchère[réf. souhaitée].
En 1998, il reçoit lors du Salon des artistes français une médaille d’honneur pour l’ensemble de son œuvre.[réf. souhaitée]

## Implantations permanentes des sculptures monumentales
- 2018 : Les Danseurs (250 cm) - Place Hôtel de Ville, Clichy
- 2019 : L’Équilibre (350 cm) - Place Jacques Chirac, Clichy
- 2022 [9]: Parcours de ville à Chatenay-Malabry « Renaissance » (250 cm), « Femme en marche » (270 cm) et « le bond » (280 cm).